# La det swinge
«La det swinge» («Нехай розгойдується») — це пісня на норвезькій мові, яку співає поп-дует Bobbysocks!. Це був переможець Євробачення 1985 року — перша перемога Норвегії на конкурсі.

## Виробництво
Пісня - данина танцю під старий рок-н-рол, який чули по радіо. Відповідно до тематики, сама пісня написана в старомодному стилі, із запам'ятовується мелодією саксофона, що починає пісню. Аранжування мелодії виконане в стилі ретро, що містить елементи сучасної музики 1980-х та зворотні реакції 1950-х.

## Передумови
Пісня увійшла до Гран-прі Мелоді 1985 року і виграла конкурс, тому була обрана для представлення Норвегії на Євробаченні 1985 року. Для виступів обидва учасники - Ганне Крог та Елізабет Андреассен - з'явилися у іскристих, яскраво-фіолетових піджаках, надітих на чорно-білі вбрання; Крог вдягла довгу чорно-білу сукню  в смужку.
На Євробаченні пісня була виконана тринадцятьою вночі, слідом за італійцями Аль Бано та Роміною Пауер із «Magic Oh Magic» та перед Віккі Ватсон з «Love Is» з Великої Британії. На завершення голосування вони отримали 123 бали, посівши 1 місце з 19 учасників.
Це була друга поява Андреассон та Крог на Євробаченні; у 1982 році Андреассен представляла Швецію в дуеті Chips з Кіккі Даніельссон, співаючи «Dag efter dag», а в 1971 році Крог фінішувала в кінці серед учасників конкурсу, з піснею «Lykken er».
Андреассон з'явилася в конкурсі ще два рази - вона стала шостою в 1994 році з Яном Вернером Даніельсеном з піснею «Duett», а в 1996 році вона виступила в ролі сольної артистки, посівши друге місце, поступившись Еймар Квінн з Ірландії. Крог також повернулася на Конкурс у 1991 році у складі групи Just 4 Fun, фінішувавши 17-м із «Mrs. Thompson».
Наступником «La det swinge» став норвезький представник на конкурсі 1986 року Кетіл Стокканом з «Romeo».
Після перемоги Bobbysocks! сингл «La det swinge» досяг 1-го місця в норвезькому та бельгійському чарті синглів і увійшов у чарти Данії, Швеції, Швейцарії, Австрії, Ірландії, Великої Британії.

## Трек-лист
1. «Let it Swing» - 2:50
2. «La det swinge»- 2:50

## Чарти
| Чарт (1985)           | Найвища позиція |
| --------------------- | --------------- |
| Австрія               | 14              |
| Бельгія               | 1               |
| Данія                 | 2               |
| Німеччина             | 47              |
| Ірландія              | 8               |
| Нідерланди            | 13              |
| Норвегія              | 1               |
| Швеція                | 4               |
| Швейцарія             | 30              |
| Об'єднане Королівство | 44              |